# Peter Jackwerth
Peter Jackwerth (* 6. Juni 1957) ist ein deutscher Unternehmer und Fußballfunktionär, der 2004 den FC Ingolstadt 04 mitgründete.

## Unternehmer
Im Jahr 1992 gründete Jackwerth die Firma Tuja Zeitarbeit, die er 2007 an die Schweizer Firma Adecco verkaufte. 2009 gründete er eine neue Zeitarbeitsfirma.

## Fußballfunktionär
Der ESV Ingolstadt fragte 2003 bei Jackwerth an, ob er als Sponsor auftreten wolle, da sich der Verein in erheblichen finanziellen Nöten befand. Daraufhin meldete sich auch der MTV Ingolstadt, dass der Verein bei einem Erstarken des Lokalrivalen kaum finanzielle Chancen hätte. So entstand die Idee zur Fusion der beiden Vereine und zur Neugründung im Jahr 2004 als FC Ingolstadt 04. Derzeit ist Peter Jackwerth Präsident bei den Schanzern, dem FC Ingolstadt 04.